# Paragus finitimus
Paragus finitimus là một loài ruồi trong họ Ruồi giả ong (Syrphidae). Loài này được Goeldlin de Tiefenau mô tả khoa học đầu tiên năm 1971. Paragus finitimus phân bố ở vùng Cổ Bắc giới